# Múscul constrictor inferior de la faringe
El múscul constrictor inferior de la faringe (musculus constrictor pharyngis inferior), és el més gruixut de les tres constrictors de la faringe. Sorgeix dels costats dels cartílags cricoide i tiroide. Igual que els músculs constrictors superior i mitjà de la faringe, està innervat pel nervi vague (X nervi cranial); en concret, per les fibres del plexe faringi i per les branques neuronals del nervi laringi recurrent.
El múscul es compon de dues parts. La primera (i superior) sorgeix del cartílag tiroide (part tirofaríngia) i la segona derivada del cartílag cricoide (part cricofaríngia). A partir d'aquests orígens, les fibres s'estenen cap enrere i medialment per inserir-se amb el múscul del costat oposat al rafe faringi, en la línia mitjana posterior de la faringe. Les fibres inferiors són horitzontals i tenen continuïtat amb les fibres circulars de l'esòfag.
Tan aviat com el bol alimentari arriba a la faringe, els músculs elevadors es relaxen, la faringe baixa, i la contracció del constrictor sobre el bol l'impulsa cap avall per l'esòfag.

## Imatges

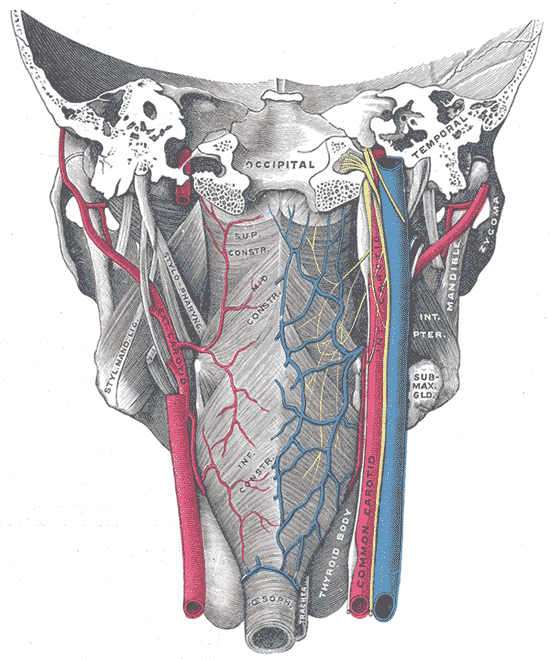
Els músculs de la faringe, vistos des del darrere, juntament amb els vasos i nervis associats. El constrictor inferior està marcat a baix, al centre.

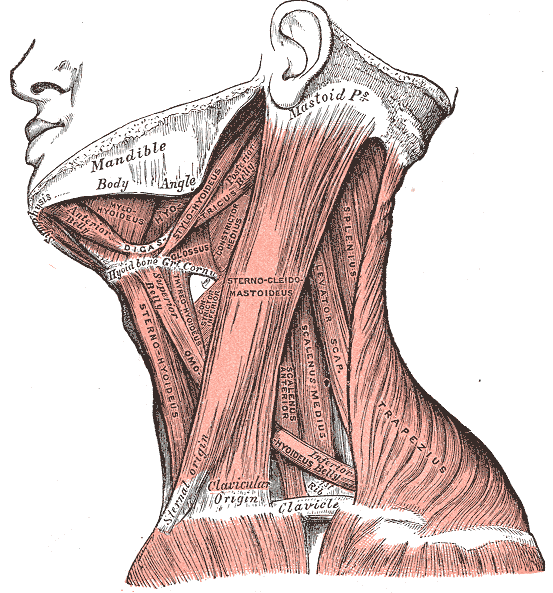
Els músculs del coll. Vista lateral.
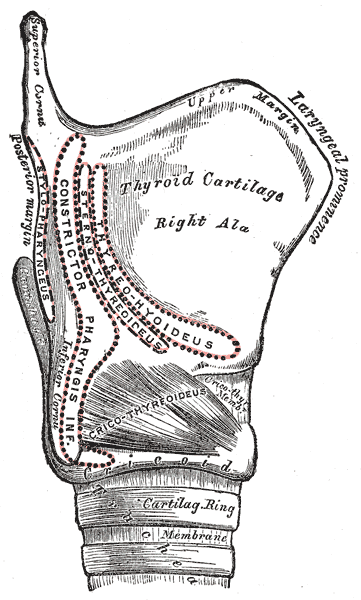
Vista de la laringe mostrant les insercions musculars.
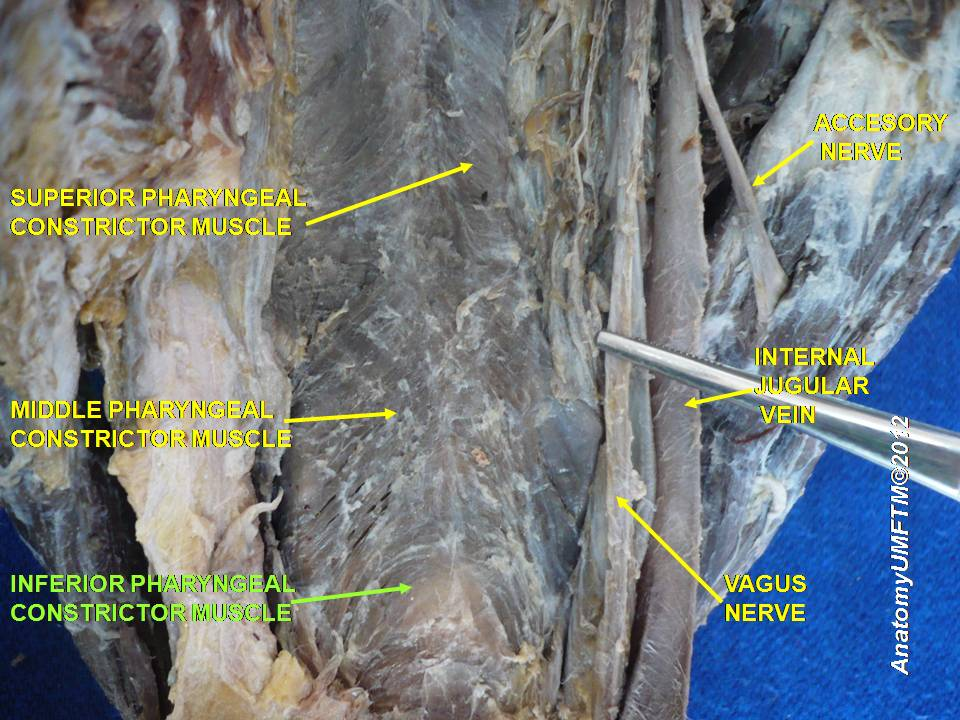
Múscul constrictor inferior de la faringe.
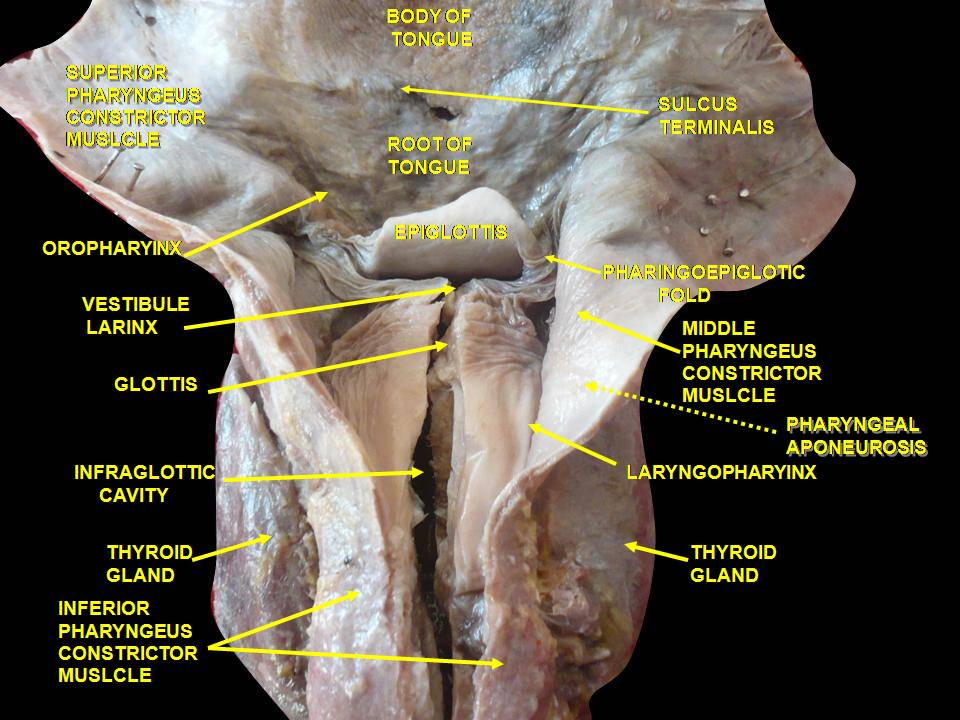
Dissecció profunda de la laringe, faringe i llengua (vista posterior)